# نقي أباد (إسفراين)
نقي أباد (بالفارسية: نقی‌آباد) هي قرية تقع في قسم زرق‌آباد الريفي (مقاطعة إسفراين) في إيران. يقدر عدد سكانها بـ 285 نسمة .